# Laivo (ö i Södra Savolax)
Laivo är en ö i Finland. Den ligger i sjön Haukivesi och i kommunen Rantasalmi i den ekonomiska regionen  Nyslotts ekonomiska region  och landskapet Södra Savolax, i den sydöstra delen av landet, 280 km nordost om huvudstaden Helsingfors. Öns area är 1,42 kvadratkilometer och dess största längd är 4,5 kilometer i öst-västlig riktning.